# Khalil Ibrahim
Khalil Ibrahim (1934-2018) es un artista malayo. De un estilo que orbita entre lo real y lo abstracto, trabajó varias formas de dibujo: acuarela, acrílico...

## Trayectoria
Se diplomó en la Escuela Nacional de Diseño y más tarde en el Central Saint Martins College of Art and Design de Londres. Fue vicepresidente de la Organización Acuarelista de Malasia desde 2002.